# Massimo Zamboni
Massimo Zamboni (Reggio Emilia, 27 gennaio 1957) è un chitarrista, cantautore e scrittore italiano.
È stato chitarrista e principale compositore dei CCCP e dei successivi CSI.
Musicalmente è considerato uno dei padri del punk rock e del rock alternativo italiani. Dotato di uno stile e sound molto personali, la sua musica è stata d'ispirazione per numerosi gruppi rock italiani, tra cui Subsonica, Marlene Kuntz e Africa Unite, e molto apprezzata da critica e altri musicisti, tra cui Franco Battiato, ammiratore di lunga data di CCCP - Fedeli alla linea e CSI.

## Biografia
Nato a Reggio Emilia, Massimo Zamboni proviene da una famiglia di pastori dell'Appennino emiliano, in seguito dedita al commercio di olio d'oliva. Negli anni settanta, Massimo Zamboni approda prima alla musica psichedelica, prog e rock. Alla fine del decennio forma il gruppo Rynazyna, unitamente a Umberto Negri e Pelloni. In seguito forma il suo primo gruppo di genere punk/new-wave, i Frigo, sempre assieme a Umberto Negri, gruppo per il quale viene composto il brano Noia, successivamente recuperato dai CCCP - Fedeli alla linea e inciso nel loro album d'esordio 1964-1985 Affinità-divergenze fra il compagno Togliatti e noi - Del conseguimento della maggiore età, oltre che in vari demo precedenti.
Da solista nel 2004 ha pubblicato l'album Sorella sconfitta realizzato con Nada, Lalli, Fiamma Fumana e il soprano Marina Parente; seguito nel 2005 dall'album dal vivo L'apertura, insieme a Nada. Ha realizzato per il cinema diverse colonne sonore quali: Passano i soldati di Luca Gasparini, Benzina di Monica Stambrini, Velocità massima e L'orizzonte degli eventi di Daniele Vicari. Nel 2011 porta in tournée con Angela Baraldi l'album Solo una terapia: dai CCCP all'Estinzione.
Nel 2017 Massimo Zamboni ha riunito attorno a sé Danilo Fatur, Angela Baraldi, Max Collini, Cristiano Roversi, Simone Filippi, Simone Beneventi ed Erik Montanari per un nuovo evento che è consistito in un tour e nella stampa di un LP e di un CD, intitolato I soviet + l'elettricità. 1917-2017 Un secolo di Rivoluzione Russa.
Ha pubblicato una decina di libri, uno dei quali con Giovanni Lindo Ferretti: In Mongolia in retromarcia (Giunti Editore)

## Discografia

### Album in studio
- 2004 – Sorella sconfitta
- 2005 – L'apertura (con Nada)
- 2008 – L'inerme è l'imbattibile
- 2010 – L'estinzione di un colloquio amoroso
- 2011 – Solo una terapia: dai CCCP all'Estinzione (con Angela Baraldi)
- 2013 – Un'infinita compressione precede lo scoppio (con Angela Baraldi)
- 2018 – Sonata A Kreuzberg (con Angela Baraldi e Cristiano Roversi)
- 2020 – La macchia mongolica
- 2022 – La mia patria attuale

### Album dal vivo
- 2012 – 30 anni di ortodossia - Reggio Emilia 29 agosto 2012 (con Nada, Angela Baraldi, Cisco, Danilo Fatur e Giorgio Canali)
- 2018 – i Soviet + L'Elettricità. 1917-2017 Un secolo di CCCP (con Angela Baraldi, Max Collini, Danilo Fatur, Simone Filippi, Simone Beneventi, Cristiano Roversi, Erik Montanari)

### Raccolte
- 2013 – Canto l'isolamento

## Stile chitarristico
Minimalista, il tocco è molto espressivo e grezzo. Utilizza delay e wah wah con una distorsione elevata, appunto, grezza.
Usa principalmente Gibson Les Paul GoldTop e Fender Stratocaster.

## Filmografia

### Colonne sonore
- Passano i soldati, regia di Luca Gasparini (2001) – documentario
- Benzina, regia di Monica Lisa Stambrini (2001)
- Velocità massima, regia di Daniele Vicari (2002)
- L'orizzonte degli eventi, regia di Daniele Vicari (2005)
- Onde, regia di Francesco Fei (2005)
- Terapia d'urto, regia di Monica Lisa Stambrini (2006) – film TV
- Giorni in prova. Emilio Rentocchini poeta a Sassuolo, regia di Daria Menozzi (2006) – documentario
- Il mio paese, regia di Daniele Vicari (2006)
- Seascape # 2, regia di Olivo Barbieri (2006) – documentario
- Sevilla 06, regia di Olivo Barbieri (2006)
- Un vaso di buio, regia di Lazzaro Ferrari e Tara Thomson (2007) – cortometraggio
- Il tuffo della rondine, regia di Stefano Savona (2008) – documentario
- Più o meno - Il sesso confuso: racconti di mondi nell'era AIDS (2010) – documentario
- God Save the Green, regia di Michele Mellara (2013) – documentario
- Kissing Gorbaciov, regia di Luigi D'Alife e Andrea Paco Mariani – documentario (2023)

### Attore
- Tutti giù per terra, di Davide Ferrario (1997)

## Libri
- Massimo Zamboni, Giovanni Lindo Ferretti, In Mongolia in retromarcia. Giunti, 2000. ISBN 88-09-01639-4
- Massimo Zamboni. Emilia parabolica. Qua una volta era tutto mare. Fandango Libri, 2002. ISBN 978-88-87517-36-1.
- Massimo Zamboni. Il mio primo dopoguerra. Cronache sulle macerie: Berlino Ovest, Beirut, Mostar. Mondadori, 2005. ISBN 978-88-04-52596-7.
- Massimo Zamboni. In Mongolia in Retromarcia. NdA Press, 2009. ISBN 978-88-89035-24-5. (Seconda edizione con illustrazioni di Giacomo Baroni).
- Massimo Zamboni. Prove tecniche di resurrezione. Donzelli Editore, 2011. ISBN 978-88-60365-87-3.
- Massimo Zamboni. L'eco di uno sparo. Einaudi Editore, 2015. ISBN 978-88-06225-21-6.
- Massimo Zamboni, Vasco Brondi, Anime Galleggianti, La nave di Teseo, 2016
- Massimo Zamboni, Nessuna voce dentro - un'estate a Berlino Ovest, Einaudi Editore, 2017
- Massimo Zamboni, Caterina Zamboni Russia, La macchia mongolica, Baldini + Castoldi, 2020
- Massimo Zamboni, La trionferà, Einaudi Editore, 2021;
- Massimo Zamboni,  Bestiario selvatico. Appunti sui ritorni e sugli intrusi, con illustrazioni di Stefano Schiaparelli, La nave di Teseo, 2023

## Riconoscimenti
Premio Letterario Internazionale  "Alessandro Manzoni - Città Di Lecco"
- 2015 – Premio Romanzo Storico per L'eco di uno sparo[7]